# 安田侃

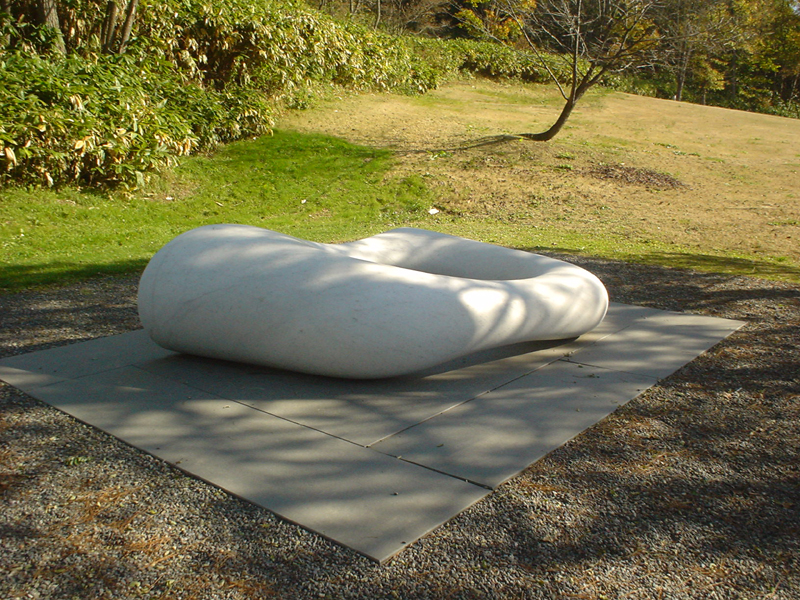
「妙夢」（アルテピアッツァ美唄）

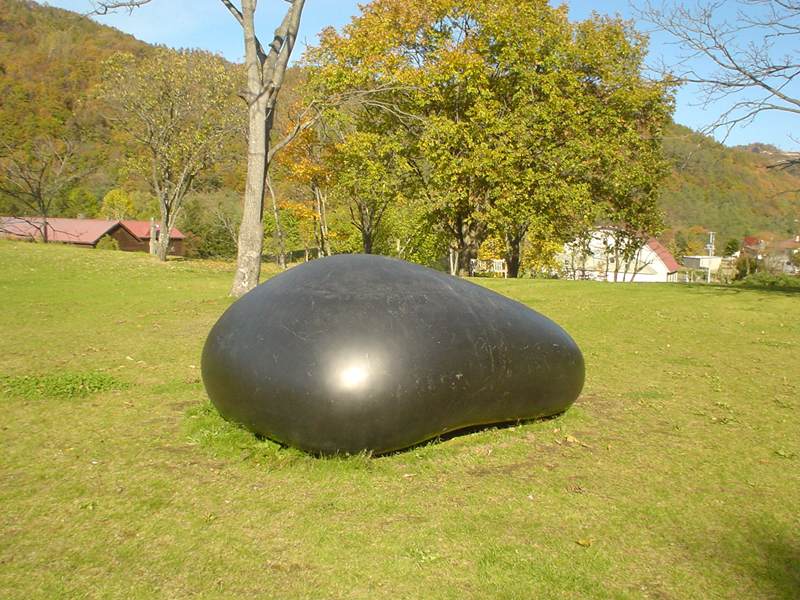
「意心帰」（アルテピアッツァ美唄）

安田 侃（やすだ かん、1945年1月5日 - ）は、北海道美唄市出身で、イタリアを拠点に活動している彫刻家。

## 概要
大理石やブロンズによる彫刻を中心とした作品が多い。特に野外彫刻作品は緩やかな曲線と量感のある形態をもち、北海道はもとより、東京、酒田市、イタリア・ミラノ、フィレンツェ、オーストラリア、イギリスなどに設置されている。札幌駅のコンコースにあり札幌の待ち合わせスポットとなっている「妙夢」も安田の作品である。
現在イタリアを主に活動中。出身地である美唄市にもアトリエを持つ。美唄市の野外彫刻公園「アルテピアッツァ美唄」では、閉山になった炭鉱の学校跡地に大理石やブロンズの作品が展示されている。

## 年譜
- 1945年 北海道美唄市で生誕
- 1964年 北海道美唄東高等学校卒業
- 1967年 北海道教育大学岩見沢分校卒業
- 1969年 東京芸術大学大学院彫刻科修了
- 1970年 25歳で彫刻の才能を認められイタリア政府の招聘により国費留学生となる
  - ローマ・アカデミア美術学校においてペリクレ・ファッツィーニに師事
- 1973年 白大理石の産地として有名な北イタリア・フィレンツェ郊外のピエトラサンタにアトリエを設ける（現在もここで活動中）
- 1992年 芸術選奨新人賞受賞
  - 故郷美唄市内の廃校舎屋内外に安田の彫刻が設置され、「アルテピアッツァ美唄」として再生された
- 1994年 国際彫刻展賞（イタリア）
- 1995年 ヴェルシリア賞受賞
- 2001年 プッチーニ特別賞受賞
- 2002年 井上靖文化賞、村野藤吾賞受賞
- 2003年 トスカーナ州特別賞
- 2006年 イタリア連帯の星勲章 コッメントレ章
- 2010年 北海道新聞文化賞
- 2013年 北海道文化賞